# Большое Кривое (озеро, Свердловская область)
Большое Кривое — озеро в Таборинском районе Свердловской области, Россия.

## Географическое положение
Озеро расположено в 13,5 километрах к югу от села Таборы, в междуречье рек Тавда и Большая Емельяшевка (правый приток реки Тавда). Озеро площадью — 3,9 км² (3,88 км²), с уровнем воды — 64,1 метра. У западного берега озера проходит автодорога Таборы — Добрино.

## Описание
Озеро не имеет поверхностного стока. Берега местами заболочены и покрыты лесом. В озере водится карась, верховка, гольян, и гнездится водоплавающая птица.